# Дело Азата Мифтахова
Дело Азата Мифтахова — уголовное дело по обвинению аспиранта механико-математического факультета МГУ Азата Мифтахова в нападении на офис партии «Единая Россия» (статья по делу о хулиганстве, часть 2 статьи 213 УК). Мифтахов был арестован 1 февраля 2019 года и с тех пор содержался под стражей. 18 января 2021 года решением судьи Головинского районного суда Москвы Сергея Базарова Азат Мифтахов был признан виновным и приговорён к 6 годам лишения свободы в колонии общего режима. 9 июня 2021 года Московский городской суд оставил приговор в силе. 21 апреля 2022 года 2-й кассационный суд сократил срок Мифтахову на 3 месяца. 
4 сентября 2023 года Мифтахов вышел на свободу, однако через несколько минут был вновь задержан и отправлен под арест по делу об «оправдании терроризма». 28 марта 2024 года Мифтахова приговорили к 4 годами колонии по статье об «оправдании терроризма».

## Биография Азата
Азат Фанисович Мифтахов (тат. Азат Фәнис улы Мифтахов) родился 22 марта 1993 года в Нижнекамске, городе Республики Татарстан. Мифтахов является внуком татарского писателя Фанзамана Баттала (1939—2015). С пятого класса школы Мифтахов с увлечением занимался математикой и принимал участие в математических олимпиадах. В 2010 году он поступил в МГУ, на механико-математический факультет и успешно завершил обучение. В дальнейшем, с 2015 года, Мифтахов становится аспирантом кафедры теории функций и функционального анализа мехмата МГУ, научным руководителем Мифтахова был Владимир Богачёв, доктор физико-математических наук.

### Личная жизнь
23 июня 2021 года Азат Мифтахов и Елена Горбань вступили в брак. Поженились они в следственном изоляторе «Бутырка».

### Взгляды
Азата Мифтахова привлекали анархистские идеи. Около четырёх часов утра 20 мая 2017 года он вместе со знакомыми вступил в столкновение с сотрудником полиции после того, как знакомые Мифтахова разбили несколько видеокамер на 3-й Тверской-Ямской улице в Москве. Полицейский попытался задержать Мифтахова и его приятеля. Во время сопротивления Мифтахов распылил полицейскому в лицо перцовый газ из баллончика; полицейский получил ожог глаз и век. Мифтахов признал вину, Тверской районный суд приговорил его к штрафу в сумме 45 тысяч рублей по ч. 1 ст. 318 УК РФ (применение насилия в отношении представителя власти).
В начале января 2019 года Мифтахов был участником математической конференции в Нижнем Новгороде. 16 января, в телеграм-канале «Опер слил», который часто публиковал кадры оперативной съемки и другие материалы полицейских расследований, появилась фотография Азата, изображение его паспорта и комментарий: «Мы же тебя предупреждали — прекращай заниматься ерундой. Шлём очередной привет из Нижнего Новгорода онанистам из „Народной самообороны“ и желаем вам светлого онанистического кАмунизму, ушлепки. Главное не взрывайся, а-та-та!» Мифтахов заявлял, что не состоит в анархистском движении «Народная самооборона». Представители движения заявили журналистам, что не комментируют связь отдельных людей с движением.

## Арест
1 февраля 2019 года в Москве и Московской области были задержаны 12 человек, связанных, по мнению ФСБ, с движением «Народная самооборона», в том числе и Мифтахов. В тот же день все кроме Мифтахова были освобождены, а Мифтахова обвинили в изготовлении взрывного устройства, обнаруженного 11 января 2018 года в лесополосе в Балашихе в окрестностях улицы Владимирская, и в том, что он планировал взорвать проходящий поблизости магистральный газопровод. По утверждению Мифтахова, после задержания его избивали, требуя признаний, он вскрыл вены. Его задержание было оформлено лишь 2 февраля. 4 февраля 2019 года Балашихинский городской суд продлил срок задержания Мифтахова на 72 часа по ходатайству прокуратуры, посчитавшей, что следствие должно представить сведения, подтверждающие необходимость избрания в отношении него меры пресечения в виде содержания под стражей.
Федеральные российские каналы (РЕН ТВ и Россия 24) сообщали, что в последние дни перед задержанием Мифтахов якобы скрывался у профессора РАН, известного математика Александра Буфетова, который, узнав о преследовании Мифтахова, якобы бежал в Мюнхен. В беседе с Би-би-си Буфетов подтвердил, что знает Мифтахова, но опроверг, что укрывал его. Профессор подчеркнул, что не находится в бегах: «Мой январский отъезд — и не в Мюнхен, а в Марсель, куда я регулярно езжу по работе уже почти 10 лет, — был запланирован за несколько месяцев».
7 февраля 2019 года срок задержания Мифтахова истёк, он был формально освобождён, но тут же вновь был задержан, теперь по обвинению по части 2 статьи 213 Уголовного кодекса РФ («Хулиганство группой лиц по предварительному сговору») в связи с нападением на офис «Единой России» на Онежской улице в Москве 31 января 2018 года (в ночь на 31 января 2018 года в офисе «Единой России» разбили окно и бросили внутрь дымовую шашку). 9 февраля 2019 года Головинский районный суд Москвы избрал Мифтахову меру пресечения в виде содержания под стражей.

## Судебное разбирательство
Мифтахов отрицал свое участие в нападении на офис «Единой России». Признавшая свою вину в участии в этой акции анархистка Елена Горбань также утверждала, что Мифтахов в нападении не участвовал.
В качестве доказательств вины Мифтахова были представлены показания засекреченного свидетеля под псевдонимом «Петров» (в дальнейшем этот человек умер 15 января 2020 года), который заявлял, что видел, как шестеро человек напали на офис партии «Единая Россия», и одним из них якобы был Мифтахов. По словам «Петрова», его он узнал по «выразительным бровям». Свидетель объяснил, что ранее он не смог дать эти показания из-за того, что у него разрядился телефон, а потом появились другие дела. О Мифтахове он якобы вспомнил, когда увидел его в новостях. Также, по показаниям признавшего свою вину в участии в акции Алексея Кобаидзе (который затем бежал из России) человек, известный ему под ником Grothendieck в мессенджере Wire передал ему дымовую шашку перед акцией. По версии следствия, это был Азат Мифтахов. В материалах дела утверждается, что письмо о смене пароля для аккаунта с таким ником нашли в электронной почте Мифтахова после изъятия его ноутбука. Также среди вещественных доказательств есть записи с камер наблюдения в районе офиса «Единой России», и по версии следствия, Мифтахов появляется на одной из записей примерно в 500 метрах от здания в 22:35 — почти за полтора часа до акции. Кроме того, засекреченный свидетель под псевдонимом «Караульный» утверждал, что Мифтахов «призывал единомышленников не ограничиваться расклейкой агитационных материалов, постепенно повышая планку вплоть до проведения радикальных акций, в ходе которых применять в отношении административных зданий коктейли Молотова, дымовые шашки и т. д.» Также, по данным свидетеля, аспирант принимал участие «в тренировочных мероприятиях анархистов по боевой подготовке, ножевому бою, в том числе тренировках, где отрабатывались приёмы против сотрудников полиции». Мифтахов, как утверждает «Караульный», использовал ник Grothendieck (по имени французского математика Александра Гротендика).

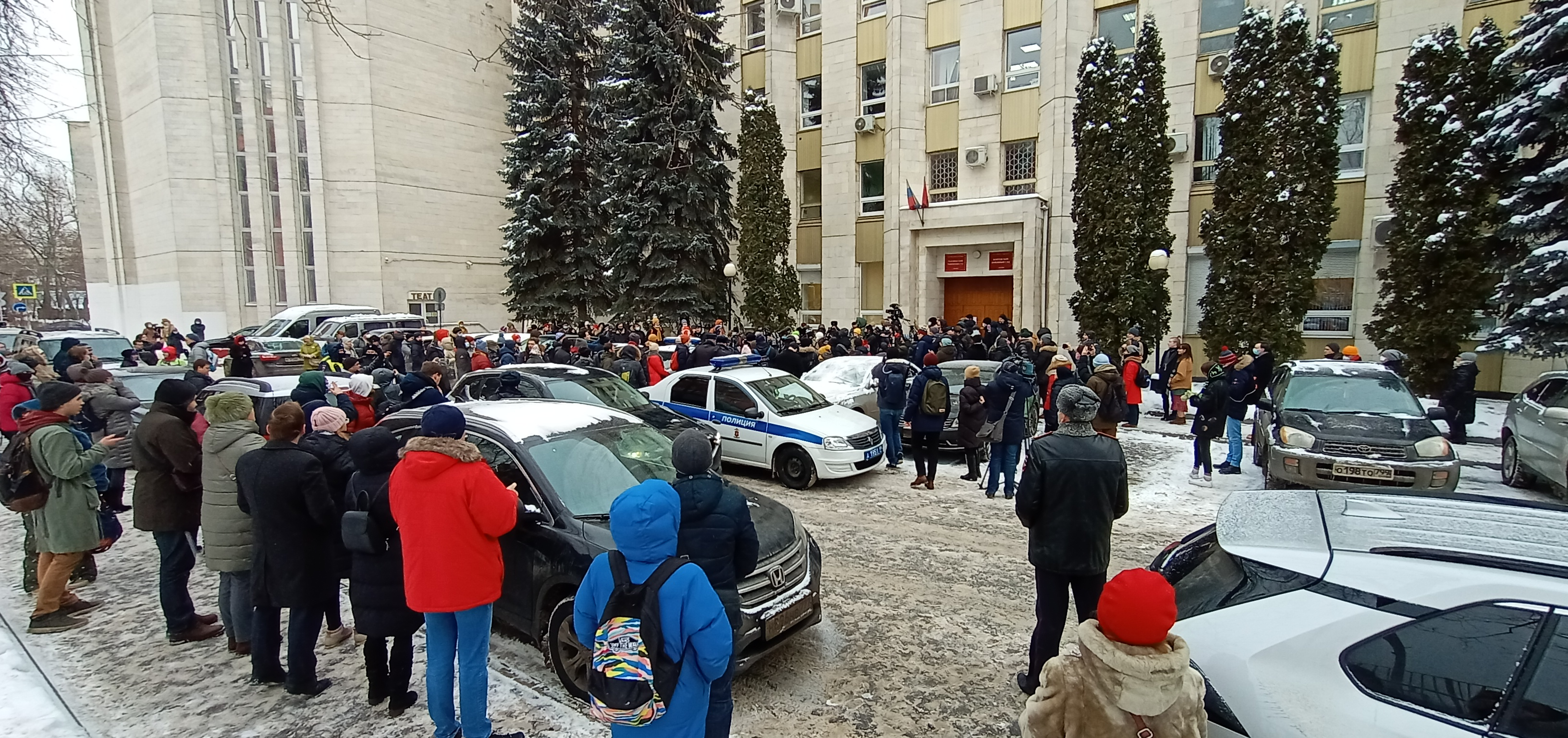
Акция поддержки у Головинского суда, 11 января 2021 года

В июле 2020 года в Головинском районном суде начался процесс по делу о нападении на офис «Единой России». Кроме Мифтахова, подсудимыми были Елена Горбань и Андрей Ейкин, которые, в отличие от Мифтахова, признали себя виновными.
В июне 2019 года в журнале «Доклады Академии наук» вышла статья Азата Мифтахова в соавторстве с Владимиром Богачёвым и Станиславом Шапошниковым — «Дифференциальные свойства полугрупп и оценки расстояний между стационарными распределениями диффузий». В декабре 2020 года Азат Мифтахов, находясь в заключении, опубликовал препринт научной статьи «Модуль непрерывности для последовательности мартингалов».
23 декабря 2020 года обвинение потребовало для Мифтахова шесть лет колонии общего режима.
18 января 2021 года судья Головинского районного суда Москвы Сергей Базаров признал Мифтахова виновным и приговорил к 6 годам лишения свободы в колонии общего режима. 9 июня 2021 года Московский городской суд оставил приговор в силе. 21 апреля 2022 года 2-й кассационный суд сократил срок Мифтахову на 3 месяца. 17 августа 2023 года Мифтахова внесли в реестр «террористов и экстремистов» Росфинмониторинга.
Срок Мифтахова должен был закончиться 6 сентября 2023 года, но за день до этого 5 сентября он был арестован до 4 ноября 2023 года.
В феврале 2024 года суд начал рассматривать в отношении Мифтахова новое дело — об «оправдании терроризма» (ч. 2 ст. 205.2 УК РФ). По версии следствия, Мифтахов в разговоре с другими заключенными выразил поддержку Михаилу Жлобицкому, который устроил взрыв в УФСБ Архангельска в 2018 году. 28 марта 2024 года Азата Мифтахова приговорили к 4 годами колонии по статье об «оправдании терроризма».
В ноябре 2024 года Мифтахов рассказал, что к нему подселили сокамерника со сложным психологическим состоянием. По словам Мифтахова, он начал беспокоиться за свою жизнь так как сокамерник начал угрожать его жизни.

### Заявление о пытках
Сразу после первого задержания Азата Мифтахова и сообщений о его пытках российские математики опубликовали открытое письмо в поддержку аспиранта, которое затем подписали сотни учёных из разных стран, включая философа и лингвиста Ноама Хомского. 2 марта 2019 года у МГУ прошёл народный сход в поддержку Мифтахова, четыре его участника были задержаны. 26 марта 2019 года правозащитная организация «Мемориал» признала Азата Мифтахова политическим заключённым. В поддержку Мифтахова также выступили лауреат премии «Большая книга» писатель Шамиль Идиатуллин и татарская писательница Рифа Рахман.

## Общественная поддержка
В декабре 2020 года математики из США, Канады и стран Европы опубликовали открытое письмо, в котором призывали своих коллег отказаться от участия в двадцать девятом Международном конгрессе математиков, который должен пройти в 2022 году в Санкт-Петербурге. Одной из причин этого они называли преследование Азата Мифтахова.
В январе международная правозащитная организация Human Rights Watch осудила преследование и приговор Мифтахову, назвав его «явно неправосудным и несправедливым» и призвала его незамедлительно и безусловно отменить.
В феврале 2021 года Лондонское математическое общество опубликовало заявление с призывом освободить Мифтахова.
26 февраля 2021 года Международный математический союз опубликовал на своём сайте заявление, содержащее отрицательный ответ на обращение ряда математиков с призывом к бойкоту Международного конгресса математиков в 2022 году в Санкт-Петербурге в связи с делом Азата Мифтахова.
7 марта 2021 опубликован ответ 10 математиков, не согласных с данным заявлением Международного математического союза.
В марте 2021 года Математическая аспирантура имени Адамара при Университете Париж-Сакле и Политехнической Школе опубликовала обращение в поддержку Азата Мифтахова. Они призывают к его немедленному освобождению, присваивают звание почётного аспиранта и приглашают прибыть к себе для обучения после освобождения.
8 декабря 2021 года было опубликовано открытое обращение российских математиков к Международному математическому союзу, призывающее отложить Международный конгресс математиков в Санкт-Петербурге до освобождения Азата Мифтахова.
Среди мировых интеллектуалов, высказавшихся против преследования Мифтахова как политического процесса — Славой Жижек.